# Cologne (film)
Cologne is een Amerikaanse korte documentaire uit 1939. De film laat het leven van een Duits-Amerikaans gezin zien vlak voordat de Tweede Wereldoorlog begint. In 2001 werd de film opgenomen in de National Film Registry.